# Bariq
Bariq és una ciutat de l'Aràbia Saudita de la regió d'Asir. Té una extensió de 2.500 km² i una població, segons estimació del 2010, d'uns 50.113 habitants. Està formada per diverses viles avui unides, entre les quals Mifa, Sahil, Ajama, Qurayha, Al Khawsh, Ma'riyah, Bilad Al-Musa, Gdraymah, Bilad Al-Aram, Al-Fseel i Munaydhir.

## Població
- 1800 — 30.000 (estimació).
- 1916 — 50.000 (estimació).[2]
- 1970 — 50.000.[3]
- 1974 — 50.000.[4]
- 2010 — 50.113.[1]